# Bert Sels
Bert F. Sels (* 1972) ist ein belgischer Chemiker und Hochschullehrer an der Katholischen Universität Löwen (KU Löwen).
Bert Sels wurde 2002 an der Katholischen Universität Löwen bei Pierre Jacobs promoviert mit einer Dissertation über Oxidationskatalyse. Anschließend war er bis 2002 als Post-Doktorand bei der BASF. 2003 wurde er Assistenzprofessor an der KU Löwen und 2006 erhielt er eine volle Professur. Er ist Direktor des Zentrums für Oberflächenchemie und Katalyse (COK).
Er befasst sich mit der Entwicklung von Methoden heterogener Katalyse für die Aktivierung kleiner Moleküle und die Erschließung nachwachsender Rohstoffe (Grüne Chemie), zum Beispiel Cellulose. Als Katalysatoren benutzt er unter anderem mit Übergangsmetallkomplexen dotierte Molekularsiebe.
2000 erhielt er den DSM Chemistry Award, 2005 den Incentive Award der Belgischen Chemischen Gesellschaft und 2015 den Green Chemistry Award. Er gehört zu den hochzitierten Wissenschaftlern und hält 25 Patente (2019).

## Schriften (Auswahl)
- mit W. M. Van Rhijn, D. E. De Vos, W. D. Bossaert: Sulfonic acid functionalised ordered mesoporous materials as catalysts for condensation and esterification reactions, Chemical Communications, 1998, S. 317–318
- mit D. De Vos, M. Buntinx, F. Pierard u. a.: Layered double hydroxides exchanged with tungstate as biomimetic catalysts for mild oxidative bromination, Nature, Band 400, 1999, S. 855
- mit D. E. De Vos, P. A. Jacobs: Hydrotalcite-like anionic clays in catalytic organic reactions, Catalysis Reviews, Band 43, 2001, S. 443–488
- mit D.E. De Vos, M. Dams, P. A. Jacobs: Ordered mesoporous and microporous molecular sieves functionalized with transition metal complexes as catalysts for selective organic transformations, Chemical Reviews, Band 102, 2002, S. 3615–3640
- mit S. Van de Vyver, J. Geboers, P. A. Jacobs: Recent advances in the catalytic conversion of cellulose, ChemCatChem, Band 3, 2011, S. 82–94
- mit M. Dusselier, P. Van Wouwe, A. Dewaele, E. Makshina: Lactic acid as a platform chemical in the biobased economy: the role of chemocatalysis, Energy & Environmental Science, Band 6, 2013, S. 1415–1442
- Herausgeber mit Marcel Van de Voorde: Nanotechnology in catalysis : applications in the chemical industry, energy development, and environment protection, 3 Bände, Wiley-VCH 2017